# Peter Hicks
Peter Hicks (n. Inglaterra, 2 de febrero de 1964) es un historiador británico cuya especialidad es la historia de Napoleón I y Napoleón III, además de la cultura y las letras del Renacimiento italiano. También es músico de la Iglesia anglicana.

## Biografía
Peter Geoffrey Barry Hicks nació el 1 de febrero de 1964 en Wallsend-upon-Tyne, Tyne and Wear, hijo de [[Richard
Barry Hicks]] (n. 1932), un sacerdote anglicano, y de Jennifer Margaret Eames (1936-1981), una profesora.  
Después de una licenciatura de Letras clásicas en University College London (1982-1985), y un año de estudios al Istituto di Paleografia, Università “La Sapienza”, Roma, hizo su doctorado en St John's College, Cambridge. Fue lettore en la Universidad de Pavía (1990-1991) y volvió a ser historiador para la Fundación Napoleón en 1997. Es un profesor invitado desde el año 2007 en la Universidad de Bath. En 2006 fue nombrado miembro honorario en el Instituto sobre Napoleón y la Revolución francesa, Universidad Estatal de Florida.
En noviembre de 2013 fue invitado a ser nuevamente Director de la sociedad Massena. En diciembre de 2011 fue invitado a formar parte del consejo editorial de la serie “Estudios de St. Andrews sobre la historia y la cultura francesas”, Universidad de St Andrews, Escocia. En noviembre de 2008, la Provincia di Alessandria le invitó a unirse al comité de asesoramiento para la creación de un nuevo museo Marengo, Alessandria, Italia. Forma parte del consejo editorial de los periódicos internacionales Albertiana y Napoleónica La Revue.
Fue organista y director del coro de la Iglesia Anglicana de Riding Mill, Northumberland (1981-1982), y también dirigió el coro de la iglesia anglicana en Milán (1991). Llegó a Francia en 1991 y se convirtió en el director de Música de la Iglesia de St Georges en París, y siguió una carrera como cantante y director de coro. Además de eso, dirige el coro parisino Musicanti.

## Educación
1993 Universidad de Cambridge, St. John’s College Doctorat sur la Tradition des Manuscrits des poèmes bucoliques grecs dans la Renaissance. Director de investigación: Prof. M.D. Reeve, Pembroke College
1985-86 Universidad de Roma ‘La Sapienza’, Istituto di Paleografia. Enseñanza sobre la paleografía griega. Director de investigación: Prof. G. Cavallo
1985 London University, University College B.A. Hons, Letras clásicas, First Class

## Premios
- 2008: ganó el premio “Luciano Bonaparte, Principe di Canino, por un libro escrito en una lengua otra que el italiano”, ofrecido por el pueblo de Canino, Italia por su libro “Clisson et Eugénie”.

- 2007: Nombrado por el Premio del Libro Internacional RIBA 2007, ‘Arquitectura’.

- 1990-91: Premio de investigación del Collegio Ghislieri, Pavia, Italia Beca de intercambio.

- 1986-89:  Beca de Estado The British Academy.

- 1985-86: Beca de estudios mayores, Instituto italiano de Cultura.

- 1984: El Premio 'Long' por el griego anciano, University College London.

## Actividad editorial
- Miembro del Comité Editorial por el e-periódico de la Fundación Napoleón, Napoleonica La Revue.

- Miembro del Comité Editorial de la serie “St Andrews Studies in French History and Culture”, Universidad de St Andrews, Esocia.

- Miembro del Comité Histórico por la publicación de la correspondencia compleja de Napoleón I, Editions Fayard/Fondation Napoléon, Napoléon Bonaparte, Correspondance générale, vols 1-7

- Actualmente miembro del consejo editorial de la revista basado en París Albertiana.